# 私の推しは悪役令嬢。
『私の推しは悪役令嬢。』（わたしのおしはあくやくれいじょう）は、いのり。による日本の百合ライトノベルおよびそれを原作としたメディアミックス作品。略称は「わたおし。」、「わたおし」、「わた推し」などと表記ゆれが存在する。

## 概要
いわゆる異世界転生かつ悪役令嬢もので、遊んでいた乙女ゲームの主人公に転生した元OLが、そのゲームの推しキャラである悪役令嬢を射止めるために奮闘する、という内容。
小説家になろうなどの小説投稿サイトにて、2018年1月から2021年2月まで連載された。2019年2月に一度完結したものの、連載は2020年1月に再開し、2021年2月に再び完結を迎えた。
2019年の1度目の完結と同月、GL文庫（愛中出版刊）によって電子書籍版の第1巻が発売された。イラストは花ヶ田が担当。2019年の書籍化以来、韓国語・英語・ポルトガル語（ブラジル）・スペイン語・ベトナム語・フランス語・タイ語・中国語（台湾）と8言語もの翻訳版が出版されている。韓国語版の出版に伴い、初めて紙媒体の書籍化が実現した。
2021年1月、GL文庫刊の電子書籍版を基に加筆修正と書き下ろしが加わった「私の推しは悪役令嬢。-Revolution-」の第1巻が、一迅社ノベルズによって紙媒体のみで発売された。これによって、本作の書籍版は初めて日本語で紙媒体で出版された。イラストは2019年の書籍化と同じく花ヶ田が担当。
青乃下によるコミカライズ版は、『コミック百合姫』（一迅社刊）にて2020年8月号（2020年6月）より連載され、2021年12月にレーベル百合姫コミックスの下に単行本が出版された。単行本の出版以来、韓国語・英語・タイ語・中国語（台湾）と複数の翻訳版が出版されている。
tsukeによる公式スピンオフ漫画「私の推しは悪役令嬢。メイドキッチン」も同誌2023年8月号（2023年6月）より同年11月号まで連載された。
同作者によるスピンオフ作品「平民のくせに生意気な！」は2021年5月より小説家になろう・カクヨム・pixiv・pixivFANBOXにて連載中。「平民のくせに生意気な！」はGL文庫によって書籍化され、2022年2月に第1巻が発売された。

## あらすじ
中小企業に務めるOL大橋零はブラックな残業を終えいつも通り唯一の癒しであるゲームをしていたはずだった。しかし突如として視界が歪み、目が覚めると、そこは彼女が転生前に愛好していた乙女ゲーム「Revolution」の世界と同一のものだった。「Revolution」の主人公の名前であるレイ＝テイラーと呼ばれることで、自分が乙女ゲームの主人公に転生したと自覚する。ゲーム内の悪役令嬢クレア＝フランソワを愛し守り抜くため、レイは知力と魔力とゲームの知識を駆使して、奮闘していく。

## 登場人物
声の項はテレビアニメ版における声優。

### 主要人物
レイ＝テイラー
声 - 芹澤優
本作の主人公。乙女ゲームが大好きなOL大橋零から乙女ゲームの主人公に転生した女性。魔法の適性と成績の優秀さで平民枠の首席特待生としてバウアー王立学院に入学。クレア、そして第一部終盤から出来た娘二人を愛してやまない。この三人以外の人間や事柄には関心が薄い。
クレアの事が好きであり、クレアから受けるイジメを好意的に愛として受け取り、明らかにいかがわしい思考でボディタッチを行おうとするなど、やや変態的な趣向をもつ。表向きではクレアを幸せにする、という目的の為セインとクレアを付き合わせようとしているが裏ではクレアへの想いを押し殺している。
クレア以外のことはまるで興味がなく、特にクレアの取り巻きであるピピやロレッタには、『取り巻きの二人には関係ない』と本人の目の前で断言するなどかなりの塩対応である。
ゲームを何度も周回したうえ、同人誌を描くために設定資料を読み込んだためこの世界について非常に詳しく、表沙汰にできない裏の事情もほぼ全てを把握している。本人曰く「開発スタッフより詳しい自信がある」。
詳細は不明だが前世の現実世界において、好きな人に告白したがその後、周りに同性に思いを伝えたことについていじめのネタにされ関われなくなってしまった経緯を持ち、自分が異性と恋愛することに関して否定的。転生後の世界で親友であるミシャに問いかけられた際、自分を「同性愛者」と自称している。
前世の現実世界ではいわゆる社畜生活を送っており、その中で唯一の癒しが乙女ゲームであった。そのためクレアの存在に対して「自分が救われた」と語る。
クレア＝フランソワ
声 - 奈波果林
乙女ゲーム「Revolution」の悪役令嬢でゲーム内での主人公のライバル。大橋雫の最推し。国王と宰相に続くトップといわれる財務卿の娘。レイを学園から追い出すために嫌がらせを繰り返し、成績による私闘もふっかけたが、レイが好意を示すことで失敗に終わる。レイが専属メイドに応募した時、父親に諭されたことをきっかけに態度が軟化し、遂にはレイと結ばれることとなる。母親を4歳の時に亡くしている。本来はストレートの美しい長髪であるが、故人である母親のことを想い、普段はレーネより縦ロールに整えてもらっている。
負けず嫌いでプライドは高いが割と不器用な性格でレイをイジメる際も怪我や金銭的な被害を出さないようにしたり、他人にやらせず必ず自ら行うなど、プライドのせいで妙に優しい。
自分の所有物に対して強い独占欲を持っており、自分が貶すことは良くても他人が貶したり傷つけることを許さない。自分のメイドとなったレイに対しても関わるうちに所有物として認めており、レイがピンチに陥ると助けている（しかし理由を口に出すことは無い）。
ミシャ＝ユール
声 - 愛美
王立学院に通う平民で、レイのルームメイト。現在は没落したが元貴族のため、上流階級のマナーや貴族の情報に詳しい。第三王子のユーとは幼なじみで昔から親しい仲。クレアのことはあまり好きではなく、クレアに執着しすぎるレイのことを気にしている。レレアの存在を最初に知り、『面倒ごとを押し付けるな』と言いながらもレレアのしつけに協力する。
レーネ＝オルソー
声 - 長谷川育美
クレアが幼い頃からフランソワ家に務めるメイド。時には野菜を残したクレアを厳しく注意するなど、姉のような存在である。レイがクレアのメイドとして従事することになってからは、先輩として指導役を務める。兄のランバートとは、兄妹でありながら恋人同士である。
ランバートの暗躍を知った上で協力し、妨害するレイに対して寝ているクレアを人質に取って止めようとするが、レレアの攻撃とクレアが起きたことで失敗に終わる。その後、ランバート共々学園騎士団により囚われの身となる。
一連の行為が国家反逆罪と見なされ死罪の刑に処される可能性があったが、クレアとレイが国王へ嘆願したこともあり一転、国外追放処分に減刑される。最後はクレアとレイに別れを告げ、ランバートと国を去った。
ロッド＝バウアー
声 - KENN
バウアー王国第一王子。
レイの事は魔法試験中、レイがわざと成績を落とした行動をとった瞬間を見たことで興味を持ち、名前を覚えた。以降事あるごとにレイを誘おうとするが、クレアにしか興味がないレイからはあしらわれている。
ゲームにおいては試験で優秀な成績を収めるとロッドの好感度が上がる、という仕様になっており、ロッドがレイに興味を持ったのはこれが原因でもある。
セイン＝バウアー
声 - 浪川大輔
バウアー王国第二王子。クレアの想い人だが、レイの茶々のせいでクレアが本人の前で思わず『別に好きではない』と発言してしまう。このツンデレな性格が災いし、関係がギクシャクしている。また自分より試験で高い成績を収めたレイに対しては、自身のプライドの高さから一方的に嫌っている。
クレアを幸せにするレイの目的の一環で、レイによってクレアと接触させられるが、やはりツンデレな性格のせいでうまくいっていない。
楽器を弾くのが趣味だが、一人で弾くことを好み、他人に聴かせることを好まない。クレアはこれを知らずに褒めに行ってしまったため、更に関係がこじれた。
ランバートの召喚した魔物をクレアが撃破した後、そのクレアが命を狙われそうになった際は体を張って止める。その際に毒を浴びて命の危険にさらされるが、レイの解毒により一命をとりとめる。オルソー家の断罪の際は、レイとクレア共々減刑してもらえるよう、ひざまずいて許しを請うた。
ユー＝バウアー
声 - 日笠陽子
バウアー王国第三王子。兄二人が前王妃の子であるのに対し、前王妃の死後国王と結婚した、精霊教の教会出身の現王妃の子であり、精霊教とかかわりが深い。実は女性である。腹違いではあるが兄二人との仲は良好。
精霊教の「神の前では皆平等」という教えから平民運動を起こす平民に注目されており、学園内の騒動の切っ掛けとして利用されてしまう。
ロレッタ＝クグレット
声 - 松本沙羅
武門の名家であるクグレット家の令嬢。ピピと共にクレアの取り巻きとして行動している。平民であるレイが気安くクレアに話しかけることを良く思っていないが、そのレイの眼中にないため相手にされていない。
ピピ＝バルリエ
声 - 栗坂南美
財界に太いパイプを持つバルリエ家の令嬢。クレアを尊敬し、学院でも常に行動を共にしている。ロレッタ同様、レイから全く相手にされておらず、何を言ってもまともに取り合ってもらえない。
マナリア＝スース
声 - 水樹奈々
第4章より登場する、隣国・スース王国の王女。クレアが幼い頃に出会った憧れの人で、「お姉さま」と呼び慕っている。当時のクレアは雰囲気や服装から男子と間違えていた。また今日に至るまで一人称は「ボク」である。
この世界で唯一全ての魔法属性に適性がある「四属性持ち＜クアッドキャスター＞」であるうえ、身体能力、頭脳共に優秀な完璧超人。本妻の子ではないが優秀な実力を持っている為後継者争いに巻き込まれそうになり、騒動から逃れる為王立学院へ留学をしてくる。クレアと密着することでレイを挑発し、レイにクレアと結ばれる決意を作らせる。
ゲームではクレアに慕われていることを利用して、自分がクレアに対応することで主人公に対する嫌がらせや妨害を未然に防ぐ、所謂お助けキャラ。しかしクレア以外眼中に無いレイにとっては恋敵のようなものである。
実はレイと同じ同性愛者であり、かつて家に仕えていたメイドと関係を持ったことで最終的にそのメイドは辞めてしまい、それを深く悔いていた。後継者争いもこのことが原因で厳しいだろうと考え、留学という道を選んだ。しかし第一王子毒殺の報せが入り、再び後継者争いの関係で帰国することになる。なおこの時、第一王子が死に至った毒が学園内騒動でセインが浴びたものと同一であったことが判明。解毒を施したレイがただ者ではないことを悟る。
レレア
声 - 栗坂南美
レイが従魔にしたウォータースライムの幼体。
学院で属性魔法の授業中、男子生徒（声 - 室元気、渡辺紘）の放った火属性の魔法がコントロールを失って当たりかけ、咄嗟に前にいた母親スライムが身代わりとなって守られる。しかし母親スライムは子供への襲撃と勘違いして激怒し、生徒たちに襲いかかり事情を知らないセインとクレアによって母親スライムは殺されてしまう。親を失い震えていたところ、事情を理解していたレイに発見され、従魔契約を結び「レレア」と名付けられた。前述通り幼体のため、食欲・好奇心ともに旺盛である。
ランバート＝オルソー
声 - 宮瀬尚也
レーネの兄。学院内で使用されている魔道具を一人で整備している。妹のレーネとは、兄妹でありながら恋人同士である。
兄妹でありながら恋人、という状況を利用されてレーネを人質に取られており、学園内の騒動を扇動する黒幕として暗躍。事情を全て知っているレイの妨害を受けながらも魔物を呼ぶ鈴を使用しキマイラを召喚するが、レイとクレアにより倒され暗躍は失敗に終わる。
学園騎士団の副団長でありながらテロ行為に加担したとし、国家反逆罪が適用され重罪とされる可能性があった。しかし、クレアとレイの嘆願により国外追放処分となり、レーネ共々国を去った。
ローレック＝クグレット
声 - 室元気
ロレッタの兄。学園騎士団の団長を務めている。妹とは異なり、貴族や平民でも分け隔てなく接する気さくな人物。
ディード
声 - 吉野貴大
ユーの取り巻き。マットとひと悶着あり、ランバートにより細工された魔道具の杖でマットへ大ケガを負わせてしまう。これが一連の学園内騒動の引き金となる。
マット
声 - 安田陸矢
平民出身。貴族と平民の間に隔たりがあることを気にしている。そのため学園祭では、その隔たりをなくそうと有志を募る活動をしていた。ただユーにもその声掛けをしていたことがバレ、怒ったディードと言い争いになる。その際、「王侯貴族など、平民から税を吸い上げるだけの寄生虫」と発言したことでディードの怒りが爆発。暴走したディードの杖から放たれた火の魔法を浴び、全身大やけどを負う。この事件は学園の外にも知れ渡り、多くの平民から貴族に対しての怒りを買うことになる。

### その他人物
ミリア＝フランソワ
声 - 豊口めぐみ
クレアの母。故人。
公務が多忙のためクレアと触れ合う時間が少なく、寂しい思いをさせていることを気にしていた。公務が終わり帰路につく際、乗っていた馬車の事故に巻き込まれ命を落とす。
ドル＝フランソワ
声 - 三上哲
クレアの父。財務大臣を務めており国王、宰相に次ぐナンバー3の人物。
クレアの新しいメイドを募集した際、当初はやってきたレイを邪険に扱っていた。しかしレイの「50万ゴールド」「アーヴァイン＝マニュエル」「3月3日」という裏事情をほのめかす単語を聞いて表情が一転。レイをメイドとして迎え入れることにした。
トリッド＝マジク
声 - 赤城進
バウアー王立学院の教師。
風魔法を除く王国唯一の三属性持ちで、王国に優れた魔法技術をもたらした魔法研究の権威者。恐ろしいほどの魔力を持つレイには舌を巻いている。
サーラス＝リリウム
声 - 石黒史剛
第6章より登場する、バウアー王国の宰相。レイ一行が在学するバウアー王立学院を襲わせた黒幕。
ドロテーア＝ナー
第9章より登場する、ナー帝国皇帝。一児の母。剣神。幼い頃、魔王に家族と従者を殺害された。父から皇帝の座を命とともに奪い、以降は隣国に戦争を仕掛け続けてきた。
魔王
第16章より登場する、世界の管理者。女性。同性愛者。億年単位で想い続けてきた相手、クレア＝フランソワへの愛が薄れたことで、人類文明を滅ぼそうと画策。
TAIM
第17章より登場する、世界を管理する人工知能。管理者である魔王をすげ替えるべく、レイ＝テイラーの存在を作り上げた。
リリィ＝リリウム
精霊教会の枢機卿。宰相サーラスの娘で第三王子ユーの婚約者。普段はオドオドしているが、何故か急に荒い言葉遣いになることがある。魔法は「水」の中適性。
教会の人が彼女のことを「レズビアンで汚らしい」と行っていたのを聞いたレイは、「同性愛を尊重して理解してください。」と説得する。それを見ていた彼女はレイに好意を抱く。

## 反響
電子書籍版の第2巻は発売翌日、Amazon日本ストアの「ライトノベル売れ筋ランキング」で2位にランクインした。電子書籍版の第3巻は発売翌日、同ランキングで6位にランクインした。
紙書籍版である「私の推しは悪役令嬢。-Revolution-」の第1巻が、「好きラノ2021下」で総合10位、新作1位を受賞した。
2025年4月時点で、電子書籍を含めたシリーズ累計部数が100万部を越えている。
2021年3月、AnimeJapan主催の第4回「アニメ化してほしいマンガランキング」で漫画版が5位を受賞した。
2021年11月、漫画版が第5回「百合漫画総選挙」のストーリー部門で6位を受賞した。
漫画版が「次にくるマンガ大賞 2021」のコミックス部門で17位を、同賞2022年では8位を受賞した。同作品は2022年、第6回「TSUTAYAコミック大賞」で9位を受賞した。
韓国語の漫画版が、「RIDI BOOKS AWARD 2020」のベストGL部門でノミネートされ、2021年同大賞のベストGL賞を受賞した。
英語の漫画版の第1巻は2021年6月、BOOKWALKERグローバル・ストアのマンガ週間ランキングで2週連続でトップ10位にランクインした。

## 既刊一覧

### 小説
- いのり。（著者）・花ヶ田（イラスト） 『私の推しは悪役令嬢。』 愛中出版〈GL文庫〉、全5巻
  1. 2019年2月26日発売[17]、ASIN B07NRCPYW6
  2. 2019年8月26日発売[72]、ASIN B07WLYXQCL
  3. 2020年8月26日発売[73]、ASIN B08GFH5GLX
  4. 2021年2月26日発売[74]、ASIN B08WVZR7HJ
  5. 2021年8月26日発売[75]、ASIN B09CTSPDNM
- いのり。（著）・花ヶ田（イラスト）『私の推しは悪役令嬢。-Revolution-』一迅社〈一迅社ノベルズ〉、既刊3巻（2022年12月16日現在）
  1. 2021年12月18日発売[35]、ISBN 978-4-7580-2319-1
  2. 2022年6月17日発売[76]、ISBN 978-4-7580-2415-0
  3. 2022年12月16日発売[77]、ISBN 978-4-7580-2473-0
- いのり。（著者）・花ヶ田（イラスト）『平民のくせに生意気な！』愛中出版〈GL文庫〉、全3巻
  1. 2022年2月28日発売[52]、ASIN B09T1X4TPZ
  2. 2022年12月20日発売[78]、ASIN B0BPYCP2L2
  3. 2023年9月26日発売[79]、ASIN B0CJ82Q37G

### 漫画
- 青乃下（漫画）・いのり。（原作）・花ヶ田（キャラクターデザイン原案） 『私の推しは悪役令嬢。』 一迅社〈百合姫コミックス〉、既刊10巻（2025年4月17日現在）
  1. 2020年12月18日発売[37]、ISBN 978-4-7580-2193-7
  2. 2021年6月17日発売[37]、ISBN 978-4-7580-2263-7
  3. 2021年12月18日[37]、ISBN 978-4-7580-2318-4
  4. 2022年6月17日発売[37]、ISBN 978-4-7580-2433-4
  5. 2022年12月16日発売[80]、ISBN 978-4-7580-2479-2
  6. 2023年5月17日発売[81]、ISBN 978-4-7580-2540-9
  7. 2023年10月17日発売[3][82]、ISBN 978-4-7580-2613-0 / ISBN 978-4-7580-2614-7（特装版）
  8. 2024年4月17日発売[83]、ISBN 978-4-7580-2696-3
  9. 2024年10月18日発売[84]、ISBN 978-4-7580-2776-2
  10. 2025年4月17日発売[85]、ISBN 978-4-7580-2881-3
- tsuke（漫画）・いのり。（原作）・花ヶ田（キャラクターデザイン原案）『私の推しは悪役令嬢。メイドキッチン』一迅社〈百合姫コミックス〉、2023年10月18日発売[86][87]、ISBN 978-4-7580-2615-4

## テレビアニメ
2022年12月にテレビアニメ化が発表され、2023年10月から12月までTOKYO MXほかにて放送された。

### スタッフ
- 原作 - いのり。[90]
- キャラクター原案 - 花ヶ田、青乃下[90]
- 監督 - 大庭秀昭[90]
- シリーズ構成・脚本 - 久尾歩[90]
- キャラクターデザイン - 佐藤陽子[90]
- 総作画監督 - 佐藤陽子、小林利充[90]
- アクション作画監督 - 才木康寛
- プロップデザイン - 杉村友和[90]
- 色彩設計 - 山上愛子[90]
- 美術監督 - 谷地清孝[90]
- 撮影監督 - 浅川茂輝
- 編集 - 木村佳史子[90]
- 音響監督 - 高桑一[90]
- 音響効果 - 稲田祐介
- 音楽 - 朝倉紀行、兎と馬[90]
- 音楽制作 - キングレコード
- プロデューサー - 藤井貴大、池乗彰吾、神宮司剛史
- アニメーションプロデューサー - 米沢恵美
- アニメーション制作 - プラチナビジョン[90]
- 製作 - わたおし製作委員会

### 主題歌
「レイジョアハンズ!! 〜Raise Y/Our Hands!!〜」
レイ（芹澤優）＆クレア（奈波果林）によるオープニングテーマ。作詞・作曲・編曲はTECHNOBOYS PULCRAFT GREEN-FUND。
「O.C. 〜Optimum Combination〜」
レイ（芹澤優）、クレア（奈波果林）によるエンディングテーマ。作詞・作曲・編曲はTECHNOBOYS PULCRAFT GREEN-FUND。

### 各話リスト
| 話数   | サブタイトル             | 絵コンテ | 演出     | 作画監督            | 総作画監督 | 初放送日       |
| ------ | ------------------------ | -------- | -------- | ------------------- | ---------- | -------------- |
| 第1話  | 異世界生活は猪突猛進。   | 大庭秀昭 | 大庭秀昭 | 小川浩司            | 佐藤陽子   | 2023年 10月3日 |
| 第2話  | メイドの仕事は愛情奉仕。 | にわ素彦 | にわ素彦 | 梶浦紳一郎          | 小林利充   | 10月10日       |
| 第3話  | 私の恋は七転八起。       | 大庭秀昭 | 大庭秀昭 | 南伸一郎            | 佐藤陽子   | 10月17日       |
| 第4話  | 魔物の襲撃は油断大敵。   | にわ素彦 | にわ素彦 | 小川浩司            | 小林利充   | 10月24日       |
| 第5話  | 騎士団試験は波瀾万丈。   | 大庭秀昭 | 大庭秀昭 | 梶浦紳一郎          | 佐藤陽子   | 10月31日       |
| 第6話  | 秘密の理由は他言無用。   | にわ素彦 | にわ素彦 | 南伸一郎            | 小林利充   | 11月7日        |
| 第7話  | 学祭の決め手は逆転喫茶。 | 吉川博明 | にわ素彦 | 小川浩司            | 佐藤陽子   | 11月14日       |
| 第8話  | 渦巻く流れは権謀術数。   | 大庭秀昭 | 大庭秀昭 | 南伸一郎            | 佐藤陽子   | 11月21日       |
| 第9話  | 私の主は永遠不変。       | にわ素彦 | にわ素彦 | 梶浦紳一郎 南伸一郎 | 小林利充   | 11月28日       |
| 第10話 | 新たな恋敵は完璧超人。   | 吉川博明 | 大庭秀昭 | 梶浦紳一郎          | 小林利充   | 12月5日        |
| 第11話 | 恋のすれ違いは絶体絶命。 | 吉川博明 | 大庭秀昭 | 小川浩司            | 佐藤陽子   | 12月12日       |
| 第12話 | 私と推しは相思相愛。     | にわ素彦 | にわ素彦 | 小川浩司 南伸一郎   | 佐藤陽子   | 12月19日       |

### 放送局
| 放送期間                 | 放送時間                     | 放送局       | 対象地域 | 備考                                 |
| ------------------------ | ---------------------------- | ------------ | -------- | ------------------------------------ |
| 2023年10月3日 - 12月19日 | 火曜 0:30 - 1:00（月曜深夜） | TOKYO MX     | 東京都   |                                      |
|                          | 火曜 20:00 - 20:30           | AT-X         | 日本全域 | CS放送 / 字幕放送 / リピート放送あり |
| 2023年10月4日 - 12月20日 | 水曜 23:30 - 木曜 0:00       | 千葉テレビ   | 千葉県   |                                      |
|                          |                              | テレビ埼玉   | 埼玉県   |                                      |
|                          |                              | BS日テレ     | 日本全域 | BS/BS4K放送 / 『アニメにむちゅ〜』枠 |
| 2023年10月5日 - 12月21日 | 木曜 1:00 - 1:30（水曜深夜） | テレビ神奈川 | 神奈川県 |                                      |
| 2023年10月8日 - 12月24日 | 日曜 2:35 - 3:05（土曜深夜） | 北海道テレビ | 北海道   |                                      |

| 配信開始日    | 配信時間                     | 配信サイト |
| ------------- | ---------------------------- | --- |
| 2023年10月3日 | 火曜 0:30（地上波同時） 更新 | ABEMA dアニメストア |
| 2023年10月7日 | 土曜 0:00（金曜深夜） 更新   | Amazon Prime Video U-NEXT アニメ放題 Hulu バンダイチャンネル DMM TV J:COMオンデマンド みるプラス TELASA auスマートパスプレミアム FOD Lemino Google Play / YouTube HAPPY!動画 iTSCOMオンデマンド ムービーフル クランクイン!ビデオ |

### BD
| 巻  | 発売日        | 収録話         | 規格品番     |
| --- | ------------- | -------------- | ------------ |
| BOX | 2024年2月14日 | 第1話 - 第12話 | KIZX-90621/3 |